# Svetlana Badulina
Svetlana Mijaylovna Badulina (ruso: Светлана Михайловна Бадулина) (26 de octubre de 1960, Moscú) es una exjugadora de voleibol de Rusia. Fue internacional con la Selección femenina de voleibol de la Unión Soviética. Compitió en los Juegos Olímpicos de Moscú 1980 en los que ganó la medalla de oro y en los que jugó tres partidos.